# Пречин
Пречин (слч. Prečín) насељено је мјесто са административним статусом сеоске општине (слч. obec) у округу Повашка Бистрица, у Тренчинском крају, Словачка Република.

## Становништво
| Година:    | 1994. | 2004.    | 2014.   | 2024.   |
| ---------- | ----- | -------- | ------- | ------- |
| Број људи: | 1261  | 1393     | 1440    | 1561    |
| Разлика:   |       | +10,46 % | +3,37 % | +8,40 % |

| Година:    | 2023. | 2024.   |
| ---------- | ----- | ------- |
| Број људи: | 1555  | 1561    |
| Разлика:   |       | +0,38 % |

Према подацима о броју становника из 2024. године насеље је имало 1561 становника.